# Лонгтермизм
Лонгтермизм (от англ. long-term — долгосрочный) — это этическая позиция, которая приоритизирует улучшение долгосрочного будущего человечества. Является важной частью концепции эффективного альтруизма и является основной мотивацией для действий направленных на снижение экзистенциальных рисков для человечества.
Сигал Сэмюэл из Vox формулирует ключевой аргумент в пользу лонгтермизма следующим образом: «Люди из будущего с моральной точки зрения имеют такое же значение, как и люди, живущие сегодня; … в будущем вполне может жить больше людей, чем живут сегодня или жило когда-либо в прошлом; и кроме того … мы можем положительно повлиять на жизнь будущих людей». Эти три идеи, взятые вместе, говорят о том, что те, кто живет сейчас, несут ответственность за то, чтобы будущие поколения могли выжить и процветать.
Другими словами, лонгтермизм это идея, суть которой в том, что общество должно думать не только о текущих проблемах человечества и заботиться об интересах не только ныне живущих людей, но и всех людей, которые могут когда-либо жить в будущем на протяжении тысячелетий, или даже миллионов лет после нас.

## Определение
Философ Уильям Макаскилл определяет лонгтермизм в своей книге «What We Owe the Future» как «точку зрения о том, что положительное влияние на долгосрочное будущее человечества является ключевым моральным приоритетом нашего времени».

## Значение для практического применения
Исследователи, изучающие лонгтермизм, считают, что мы можем улучшить долгосрочное будущее человечества двумя способами: „предотвращая перманентные катастрофы, тем самым обеспечивая выживание цивилизации, или изменяя траекторию цивилизации, чтобы сделать ее лучше, пока она существует“. В широком смысле обеспечение выживания цивилизации увеличивает количество будущих жизней; изменение траектории цивилизации повышает их качество». 

### Экзистенциальные риски
Экзистенциальный риск — это «риск, который угрожает разрушением долгосрочного потенциала человечества» включая риски, которые приводят к вымиранию человечества или необратимому социальному коллапсу. Примеры этих рисков включают ядерную войну, естественные и искусственные пандемии, резкое изменение климата, устойчивый глобальный тоталитаризм и зарождающиеся новые технологии, такие как искусственный интеллект и нанотехнологии : 213—214 Снижение любого из этих рисков может значительно улучшить будущее человечества в долгосрочной перспективе за счет увеличения количества и качества будущих жизней. Следовательно, сторонники лонгтермизма утверждают, что человечество находится в решающем моменте своей истории, когда решения, принятые человечеством в этом столетии, могут определить всё его дальнейшее будущее
Сторонники лонгтермизма замечают, что человечество ежегодно тратит менее 0,001 % валового мирового продукта на долгосрочные цели (то есть на деятельность, явно оказывающую положительное влияние на долгосрочное будущее человечества). Это менее 5 % от суммы, которая ежегодно тратится на мороженое в США, что побудило Тоби Орда утверждать, что человечество «должно начать тратить на защиту нашего будущего больше, чем мы тратим на мороженое, и должно решить, куда цивилизации двигаться дальше».

### Изменения траектории развития цивилизации
Экзистенциальные риски — экстремальные примеры того, что исследователи называют «изменением траектории».  Однако могут быть и другие способы положительно повлиять на то, как будет развиваться будущее. Экономист Тайлер Коуэн утверждает, что увеличение темпов экономического роста является высшим моральным приоритетом, поскольку это сделает будущие поколения богаче. Другие исследователи считают, что улучшение общественных институтов, таких как национальные правительства и международные органы управления, может привести к позитивным изменениям в траектории развития человечества.
Еще один способ изменить траекторию развития человечества — изменить социальные ценности. Уильям Макаскилл утверждает, что человечество не должно ожидать положительных изменений ценностей по умолчанию. Например, большинство историков теперь считают, что отмена рабства не была морально или экономически неизбежной. Кристофер Лесли Браун вместо этого утверждает в своей книге " Моральный капитал " 2006 года, что моральная революция сделала рабство неприемлемым в то время, когда оно все еще было чрезвычайно прибыльным. Макаскилл утверждает, что отмена смертной казни может стать поворотным моментом во всей истории человечества, и эта практика вряд ли вернется. По этой причине осуществление позитивных ценностных изменений в обществе может быть одним из способов, с помощью которого нынешнее поколение может положительно повлиять на долгосрочное будущее человечества.

### Ключевое время для человечества
Сторонники лонгтермизма утверждают, что мы живем в поворотный момент в истории человечества. Дерек Парфит пишет, что мы «живем во время поворотного момента в истории», а Уильям Макаскилл утверждает, что «долгосрочная судьба мира частично зависит от решений, которые мы принимаем в течение нашей жизни» поскольку «общество еще не пришло в стабильное состояние, и мы можем влиять на то, в каком стабильном состоянии мы окажемся».

## Критика
Одним из возражений против долгосрочного подхода является то, что он опирается на предсказание последствий наших действий на очень длительных временных горизонтах, что в лучшем случае очень сложно делать, а в худшем невозможно. В ответ на это исследователи, интересующиеся лонгтермизмом, стремились идентифицировать события, «запирающие общественные ценности», — такие события как, например, вымирание человечества — на которые мы можем повлиять в самом ближайшем будущем, но которые одновременно будут иметь очень долгосрочные и предсказуемые последствия в будущем.
Еще одна проблема заключается в том, что долгосрочный подход может привести к снижению приоритетности более неотложных вопросов. Например, некоторые критики утверждали, что рассмотрение будущего человечества с точки зрения следующих 10 000 или 10 миллионов лет может привести к преуменьшению краткосрочных экономических последствий изменения климата Они также обеспокоены тем, что, определяя конечной целью человеческого развития «технологическую зрелость» или подчинение природы и максимизацию экономической производительности, долгосрочное мировоззрение может усугубить экологический кризис и оправдать зверства во имя достижения «астрономических» сумм. будущей экономической ценности. Антрополог Винсент Иаленти утверждал, что, чтобы избежать этого, обществам потребуется принять «более структурированный, многогранный, многомерный долгосрочный подход, который бросает вызов замкнутым информационным хранилищам и дисциплинарным эхо-камерам».
Сторонники долгосрочного подхода отвечают, что действия, которые хороши для долгосрочного будущего, часто хороши и для настоящего. Примером этого является готовность к пандемии. Подготовка к наихудшим пандемиям, которые могут угрожать выживанию человечества, также может помочь улучшить здоровье населения в настоящее время. Например, финансирование исследований и инноваций в области противовирусных препаратов, вакцин и средств индивидуальной защиты, а также лоббирование правительств с целью подготовки к пандемиям может сегодня помочь предотвратить менее масштабные угрозы здоровью людей.